# Markat
Markat – miasto w południowej Albanii, leżące w okręgu Saranda, w obwodzie Wlora.